# Montenegro (kommun i Colombia, Quindío, lat 4,50, long -75,80)
För andra betydelser, se Montenegro (olika betydelser).
Montenegro är en kommun i Colombia.   Den ligger i departementet Quindío, i den centrala delen av landet, 190 km väster om huvudstaden Bogotá. Antalet invånare är 39 874. Arean är 149 kvadratkilometer.
Terrängen i Montenegro är kuperad åt nordväst, men åt sydost är den platt.